# Gare de Muroran
La gare de Muroran (室蘭駅, Muroran-eki) est une gare ferroviaire de la ville de Muroran, à Hokkaidō au Japon. La gare est exploitée par la compagnie JR Hokkaido.

## Situation ferroviaire
Gare terminus, elle est située au point kilométrique (PK) 7,0 de la branche de la ligne principale Muroran.

## Historique
La gare de Muroran a été inaugurée le 1er juillet 1897.

## Service des voyageurs

### Accueil
La gare dispose d'un bâtiment voyageurs, avec guichets, ouvert tous les jours.

### Desserte
- Ligne principale Muroran :
  - voies 1 et 2 : direction Higashi-Muroran, Tomakomai et Sapporo